# Luke's Washful Waiting

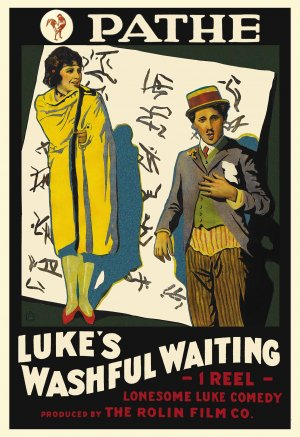
Pôster teatral de Luke's Washful Waiting

Luke's Washful Waiting é um curta-metragem norte-americano de 1916, do gênero comédia, estrelado por Harold Lloyd.

## Elenco
- Harold Lloyd - Lonesome Luke
- Bebe Daniels - a Garota

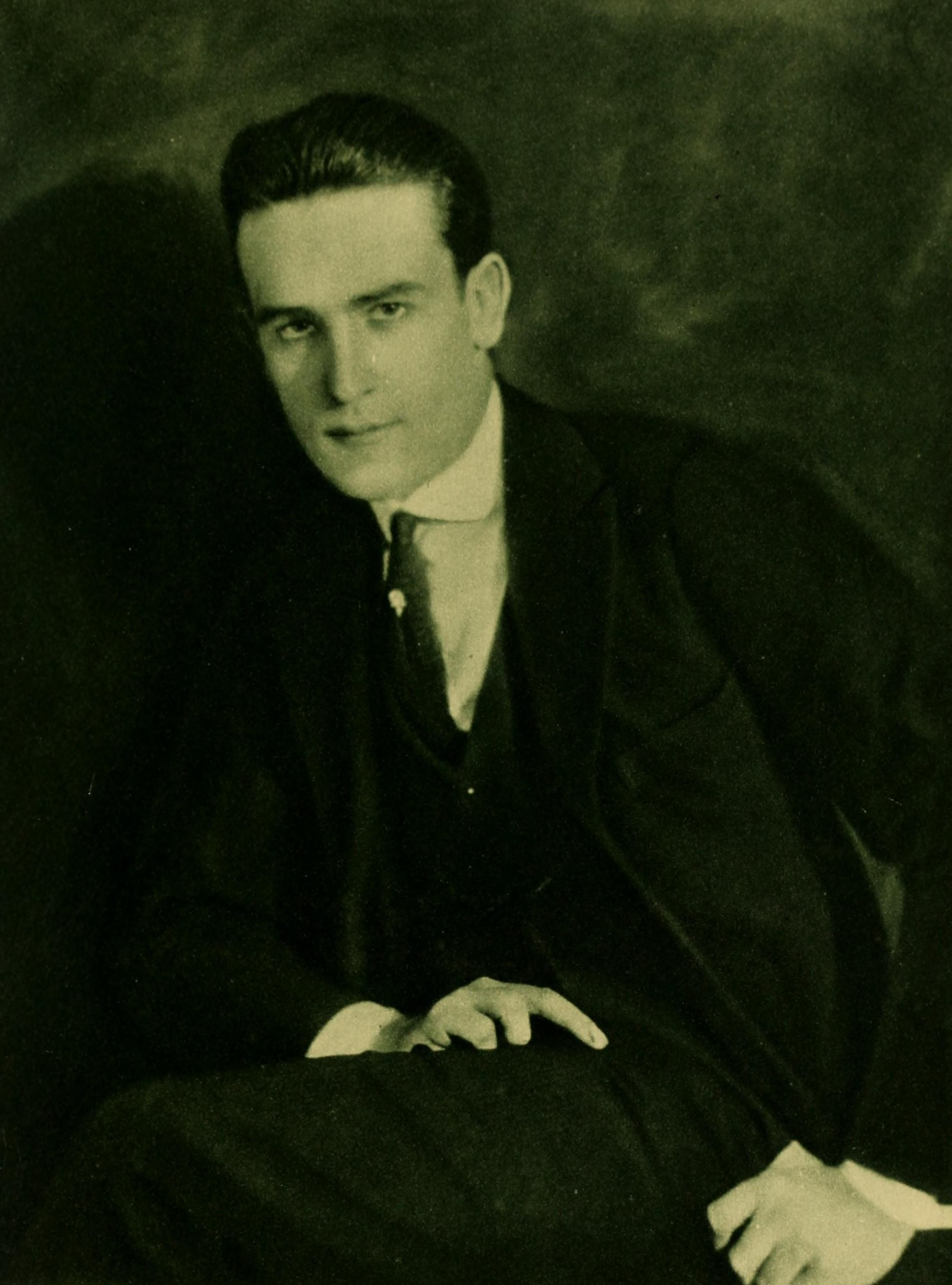
Harold Lloyd

- Snub Pollard - (como Harry Pollard)